# Leonardo Agostini
Retrato de Leonardo Agostini aos 63 anos. Rijksmuseum
Leonardo Agostini (Boccheggiano, 18 de setembro de 1593 – Roma, agosto de 1676) foi um antiquário italiano do século XVII.

## Biografia
Agostini foi contratado, por algum tempo, como antiquário pelo cardeal Francesco Barberini para colecionar obras de arte para o recém-construído Palazzo Barberini. Suas cartas para a família Barberini durante o período de desgraça e exílio (1646-1650) são exploradas por historiadores da arte na busca por informações sobre a atividade arqueológica da época. Nomeado pelo Papa Alexandre VII, superintendente de antiguidades do Estado Pontifício, dirigiu em Roma as escavações do Fórum e das termas próximas à igreja de San Lorenzo in Panisperna.
Em 1649, lançou uma nova edição de "Medalhas sicilianas" de Filippo Paruta, com gravuras de 400 amostras adicionais. Em conjunto com Giovanni Bellori (1615-1696), Agostini publicou também um trabalho sobre antigos entalhes em gemas, Gemme antiche figurate: o primeiro volume foi dedicado inteiramente à coleção do Cardeal Francesco, o segundo, aos camafeus e outras descobertas da auguste ruine della gran Roma, as "ruínas augustas da grande Roma". O trabalho, que foi agrupado de acordo com os temas representados, identificou pela primeira vez, os objetos do Arrotino como uma lâmina de apontador em um grupo de esculturas da Esfola de Mársias; foi traduzido para o latim por Jakob Gronovius, em Amsterdã, 1685.